# Esterhøj

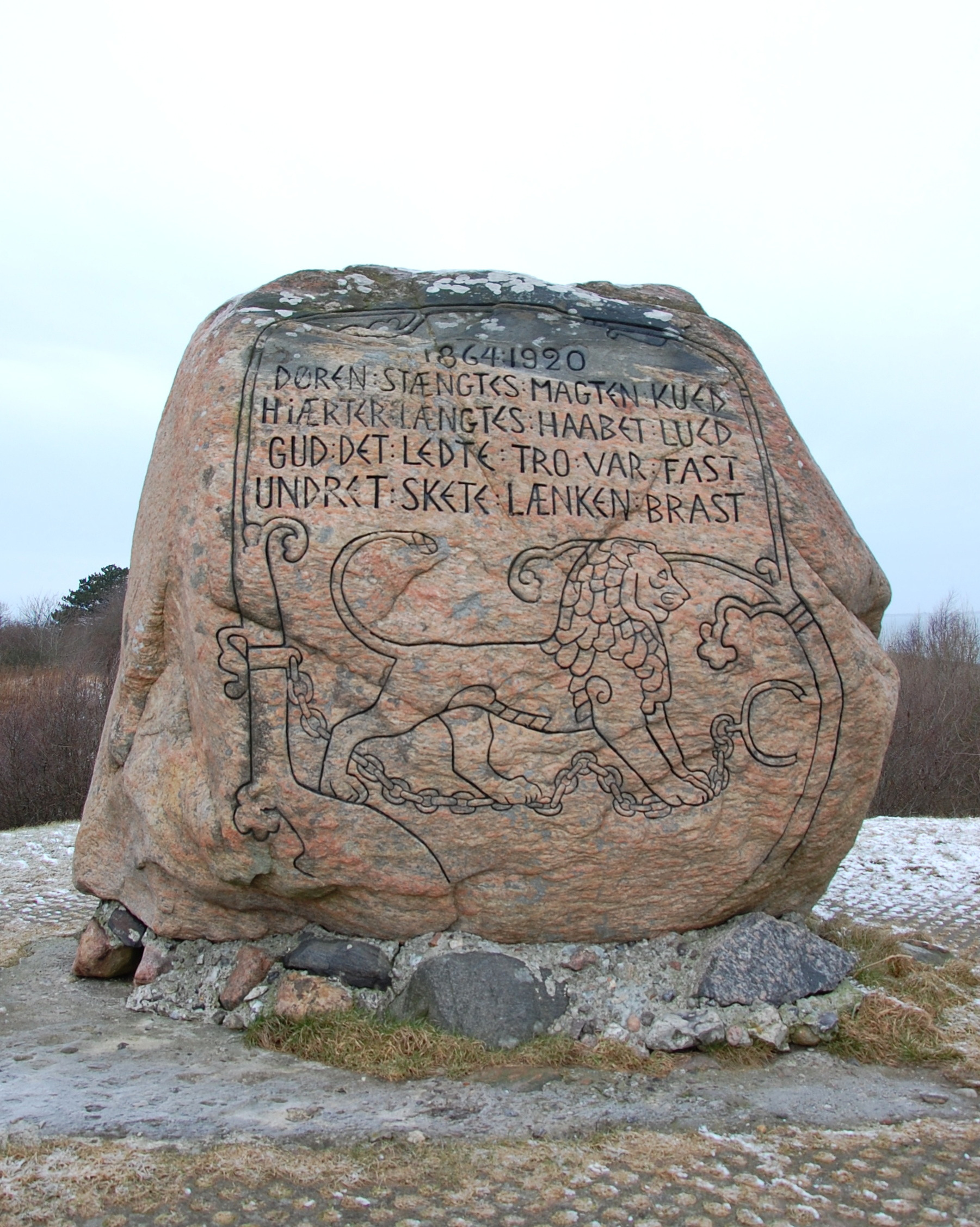
Troldesten auf dem Esterhøj

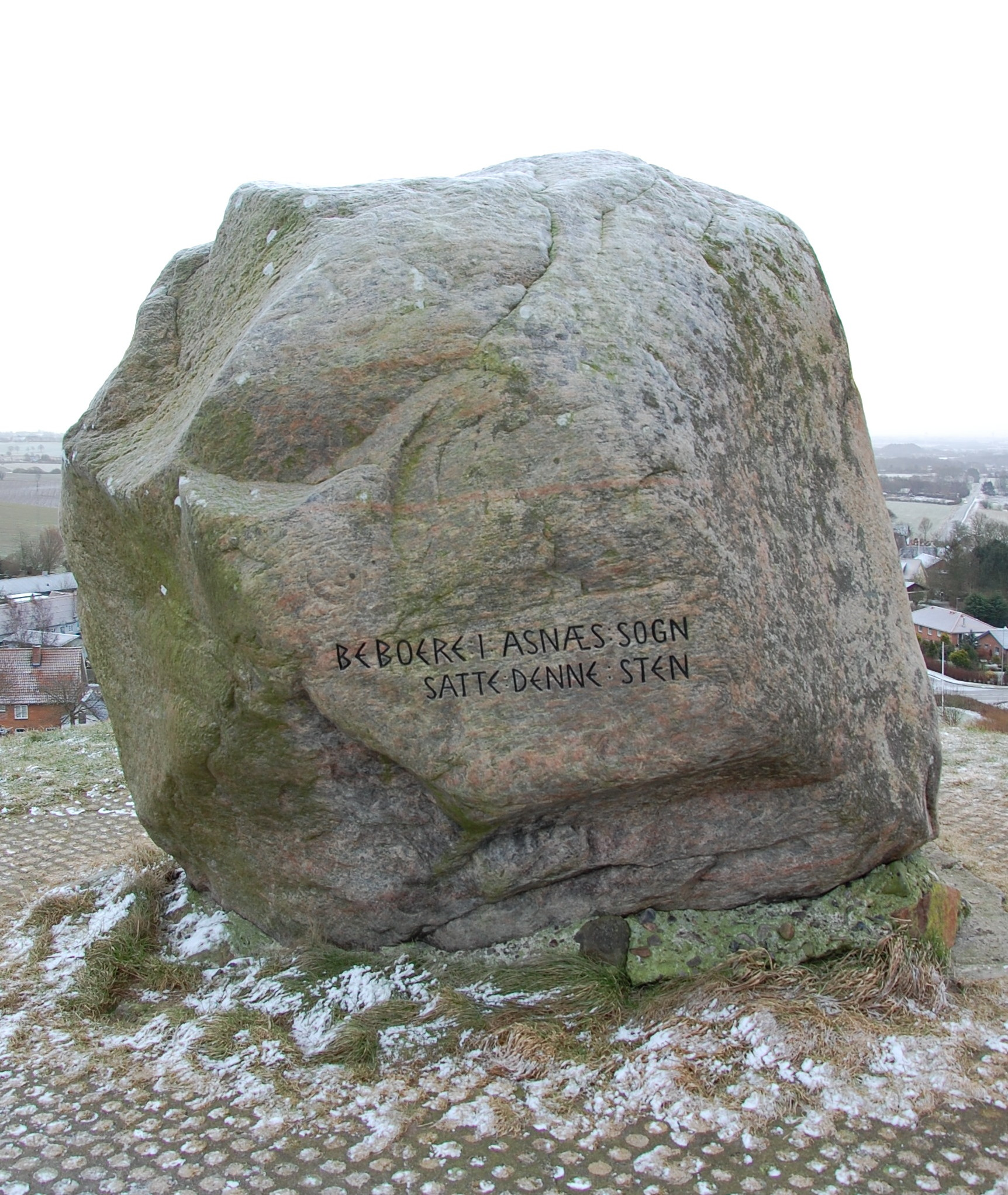
Rückseite des Gedenksteins

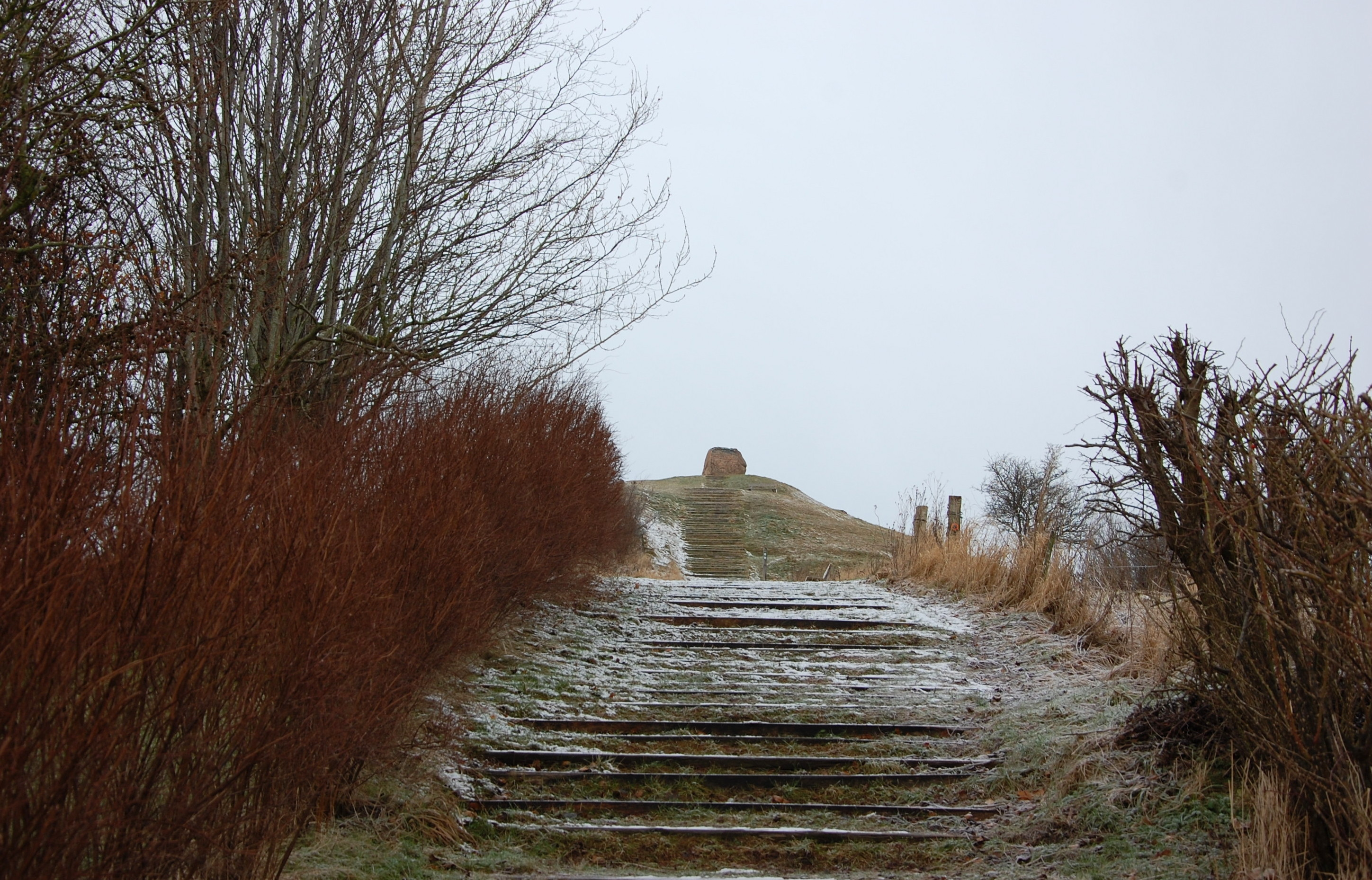
Aufgang

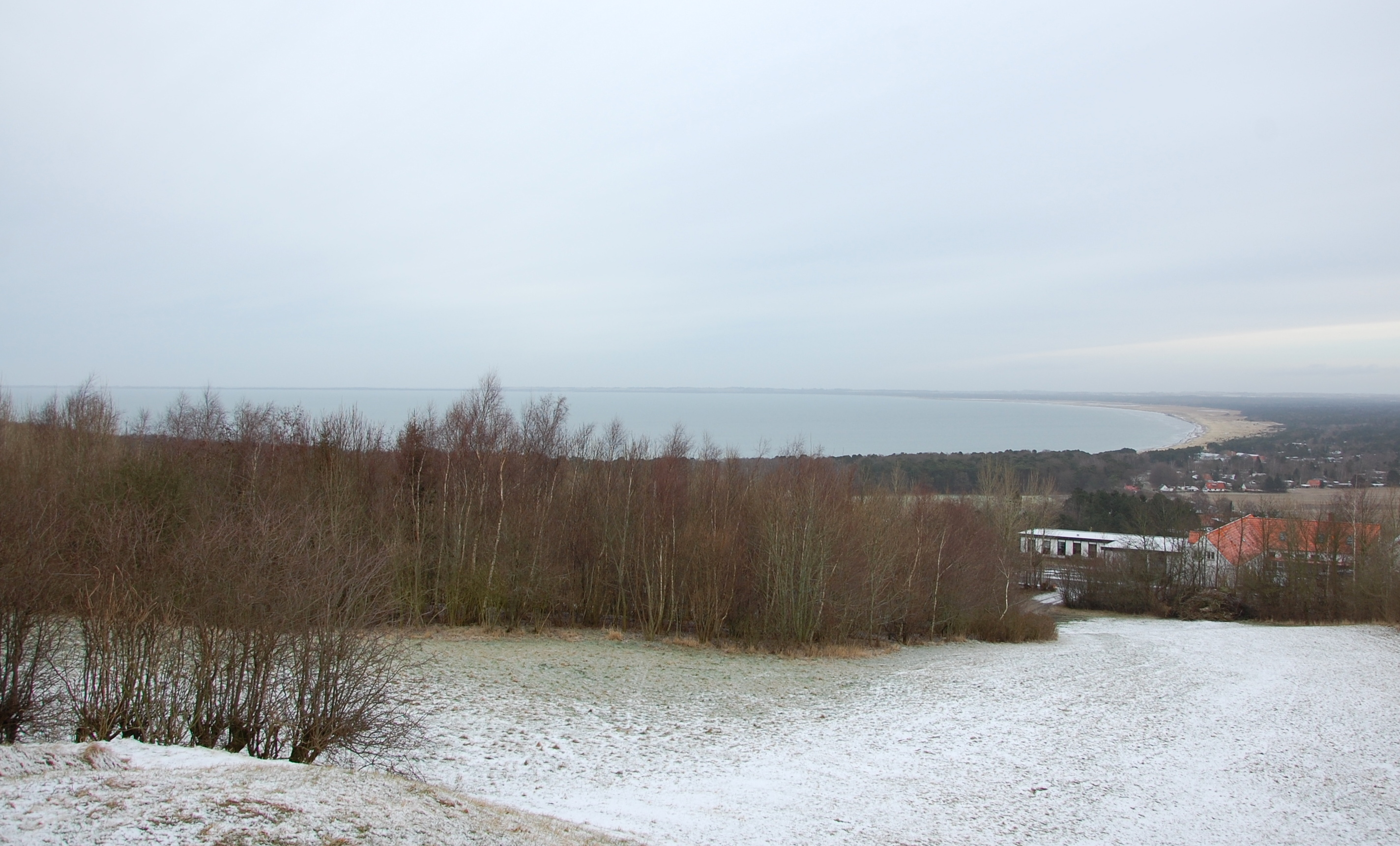
Blick auf die Sejerøbucht

Der Esterhøj ist eine Erhebung beim dänischen Dorf Høve in der Gemeinde Odsherred Kommune.

## Lage
Der Hügel hat eine Höhe von etwa 89,0 Meter und stellt ein prähistorisches, nicht mittels Ausgrabung untersuchtes Hügelgrab dar. Von seiner Spitze besteht eine Rundumsicht auf die Halbinsel Odsherred, die nordwestlich gelegene Sejerøbucht und den südöstlich befindlichen, trockengelegten Lammefjord. Auf dem über 173 Stufen zu erreichenden Gipfel befindet sich ein an die Angliederung Nordschleswigs an Dänemark im Jahr 1920 erinnernder Gedenkstein. Etwas westlich des Gipfels befindet sich der Grabhügel des dänischen Filmpioniers Ole Olsen.

## Geschichte
Nachdem ab 1864 das Herzogtum Schleswig nicht mehr zu Dänemark gehört hatte, hatte sich zwischen der dänischen Bevölkerung in Nordschleswig und den Bewohnern des Gebiets Odsherred eine engere Beziehung entwickelt.

Viele Kinder besuchten in den Ferien Odsherred. Darüber hinaus besuchten auch viele Jugendliche aus dem Gebiet von Nordschleswig die Hochschule in Vallekilde. Nach dem Anschluss Nordschleswigs an Dänemark wurden an vielen Orten Dänemarks Wiedervereinigungssteine gesetzt. Auf Grund der engen Beziehungen wurde auch in der Kirchspielgemeinde Asnæs beschlossen, ein entsprechendes Denkmal zu schaffen.
Zu diesem Zweck wurde der am Strand von Høve gelegene Troldesten auf den Esterhøj transportiert. Die Umsetzung des auf etwa 20 Tonnen geschätzten Steins wurde ab dem 22. Juni 1920 vorgenommen. Mit elf Pferdegespannen und 300 Menschen wurde der Stein vom Strand abtransportiert. Ab dem Fuße des Esterhøj wurde der Stein dann mittels eines Schlittens und Rollen von Nordwesten her auf den Hügel gezogen. Insgesamt wurden 3688 Arbeitsstunden aufgewandt. Am 26. Juni 1920 war der Stein gegen 21.30 Uhr auf einem gegossenen Fundament aufgestellt. Es wurde das Lied Det er et yndigt land (deutsch: Dies ist ein entzückendes Land) gesungen.
Der heute als Genforeningssten bezeichnete Stein wurde vom Künstler Troels Trier mit einer Inschrift versehen. Umrahmt von einem seine Ketten abwerfenden Löwen lautet die Inschrift: Døren stængtes – magten kued. Hjerter længtes – håbet lued. Gud det ledte – tro var fast. Underet skete – lænken brast. (deutsch: Die Tür wurde verschlossen – die Macht unterdrückte. Die Herzen sehnten sich – die Hoffnung loderte. Gott es führte – der Glaube war fest. Das Wunder passierte – Die Kette wurde abgeworfen.)

## Grab Ole Olsens

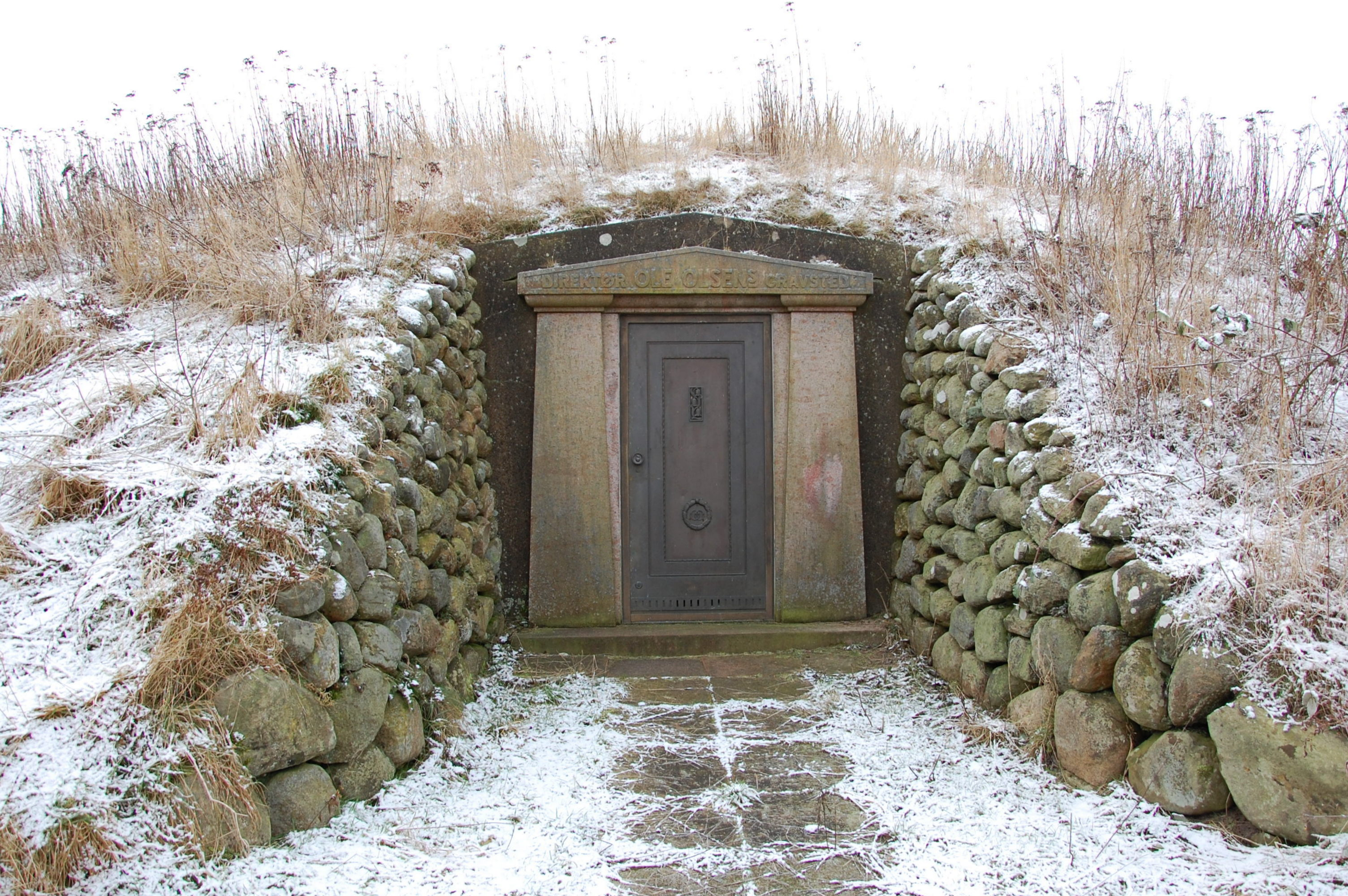
Grabhügel Olsens

Der dänische Filmpionier und -produzent Ole Olsen errichtete auf dem Hügel eine große Grabanlage, nachdem er 1933 den Esterhøjhof am Fuße des Hügels, die heutige Høve Friskole, erworben hatte. Der Grabhügel Olsens entstand 1936 zwischen zwei Grabhügeln aus der Bronzezeit. Bei den Bauarbeiten wurde ein Männer- und ein Frauengrab gefunden. Im Männergrab fand sich ein Bronzeschwert, das Olsen einem Museum in Fårevelje übergab. Olsens Grabhügel entstand aus Beton. Die aus Bronze gefertigte Eingangstür wird von einem Eisbären, dem Symbol seiner Filmgesellschaft Nordisk Film, geziert. Auf der Westseite des Films führt eine Treppe zum Gipfel des Hügels. Bereits 1938 musste die Grabkammer wegen Baumängeln saniert werden. Im Mai 1938 wurde die Grabkammer dann fertiggestellt. Die Presse war zur Fertigstellung eingeladen.
Die Kammer verfügt im Inneren über eine Verzierung mit Mosaiken, auf denen die dänische Landschaft, sowie verschiedene Objekte dargestellt sind. So ist auch ein Schnellzug, Autos, Dampfschiffe, die Brücke über den Kleinen Belt sowie der Sender Skamlebæk abgebildet. An der Decke der Kammer befinden sich Glasfliesen, durch die Licht in die Kammer fallen kann. Fayencemalereien zeigen Schloss Dragsholm und die Kirche von Vallekillde. Hinter dem Bild des Schlosses befindet sich ein geheimes Fach mit Dokumenten. Nach dem Wunsch Olsens soll das Fach 200 Jahre nach seinem Tod geöffnet werden. Olsen starb am 5. Oktober 1943. Die Öffnung des Fachs kann daher im Jahr 2143 erfolgen. In der Grabkammer befinden sich die Urnen Ole Olsens, seiner Ehefrau und seiner Kinder.